# Колтер, Майк
Майк Рэ́ндал Ко́лтер (англ. Mike Randal Colter, род. 26 августа 1976, Колумбия, Южная Каролина, США) — американский актёр. Наиболее известен по роли супергероя Люка Кейджа в телесериалах Netflix «Джессика Джонс», «Люк Кейдж» и «Защитники».

## Ранние годы
Колтер родился в Колумбии, штат Южная Каролина, но вырос в Сент-Мэттьюс, штат Южная Каролина. Он является выпускником средней школы «Калхун Каунти». В выпускном классе его одноклассники проголосовали за Майка как за «самого амбициозного» выпускника. Колтер провёл год в колледже «Бенедикт», прежде чем перейти в Университет Южной Каролины, где получил степень бакалавра в области театра в 1999 году. Он получил степень магистра в Школе искусств Мэйсона Гросса Ратгерского университета.

## Личная жизнь
Майк Колтер женат на Айве Колтер. У супругов есть дочь. Колтер является троюродной сестрой актрисы Виолы Дэвис.

## Фильмография
| Год  | Название на русском   | Название на английском     | Роль                                 |
| ---- | --------------------- | -------------------------- | ------------------------------------ |
| 2004 | Малышка на миллион    | Million Dollar Baby        | Большой Уилли Литтл                  |
| 2005 | Бруклинский Лобстер   | Brooklyn Lobster           | Джамал                               |
| 2007 | И пришла любовь       | And Then Came Love         | Пол                                  |
| 2010 | Солт                  | Salt                       | тактический лидер ЦРУ                |
| 2012 | Люди в чёрном 3       | Men In Black 3             | полковник Джеймс Эдвардс II          |
| 2012 | Цель номер один       | Zero Dark Thirty           | боец подразделения «морских котиков» |
| 2015 |                       | America Is Still the Place | Чарли Уолкер                         |
| 2017 | Улетные девочки       | Girls Trip                 | Стюарт Пирс                          |
| 2018 | Закат цивилизации     | Extinction                 | Дэвид                                |
| 2018 | Скин                  | Skin                       | Дэрил Дженкинс                       |
| 2019 | Прежде чем ты узнаешь | Before You Know It         | Чарльз                               |
| 2019 | Прорыв                | Breakthrough               | Томми Шайн                           |
| 2019 | Чёрный и синий        | Black and Blue             | Дариус                               |
| 2021 | Опасный соблазн       | Fatale                     | Рейф Граймс                          |
| 2023 | Крушение              | Plane                      | Луи Гаспар                           |
| 2024 | Союз                  | The Union                  | Ник Фарадей                          |
| 2025 | Аларум                | Alarum                     | Орлин                                |

| Год       | Название на русском                   | Название на английском            | Роль                                                         | Примечания                      |
| --------- | ------------------------------------- | --------------------------------- | ------------------------------------------------------------ | ------------------------------- |
| 2002      | Скорая помощь                         | ER                                | Уоттс                                                        | Эпизод «Hindsight»              |
| 2002      | Паркеры                               | The Parkers                       | Ламар                                                        | Эпизод «Lights, Camera, Action» |
| 2005      | Закон и порядок: Суд присяжных        | Law & Order: Trial by Jury        | офицер Билли Толберт                                         | Эпизод «Blue Wall»              |
| 2005      | Серебряные колокольчики               | Silver Bells                      | Билл                                                         | ТВ фильм                        |
| 2007      | Закон и порядок: Преступное намерение | Law & Order: Criminal Intent      | Дэйв Олдрен                                                  | Эпизод «Albatross»              |
| 2009      | Закон и порядок: Специальный корпус   | Law & Order: Special Victims Unit | Джозеф Серумага                                              | Эпизод «Hell»                   |
| 2009      | Решение Чарли                         | Solving Charlie                   | Джек Дэш                                                     | ТВ фильм                        |
| 2009      | Добровольцы                           | Taking Chance                     | Деметрий                                                     | ТВ фильм                        |
| 2010      | Дорогой доктор                        | Royal Pains                       | офицер Таннер                                                | Эпизод «Lovesick»               |
| 2010—2015 | Хорошая жена                          | The Good Wife                     | Лемонд Бишоп                                                 | Второстепенная роль; 21 эпизод  |
| 2011      | Голубая кровь                         | Blue Bloods                       | Клифф Ричер                                                  | Эпизод «The Blue Templar»       |
| 2011—2012 | Двойник                               | Ringer                            | Малкольм Уорд                                                | Главная роль; 17 эпизодов       |
| 2013      | Последователи                         | The Following                     | Ник Донован                                                  | Второстепенная роль; 8 эпизодов |
| 2013      | Мыслить как преступник                | Criminal Minds                    | Колин Брамвелл                                               | Эпизод «Final Shot»             |
| 2014      | Американская история ужасов: Шабаш    | American Horror Story: Coven      | Дэвид                                                        | Второстепенная роль; 3 эпизода  |
| 2015      | Агент Икс                             | Agent X                           | Майлс Латем                                                  | Второстепенная роль; 4 эпизода  |
| 2015—2019 | Джессика Джонс                        | Jessica Jones                     | Люк Кейдж                                                    | Главная роль; 7 эпизодов        |
| 2016—2018 | Люк Кейдж                             | Luke Cage                         | Люк Кейдж                                                    | Главная роль; 26 эпизодов       |
| 2017      | Защитники                             | Marvel’s The Defenders            | Люк Кейдж                                                    | Главная роль; 8 эпизодов        |
| 2019—2024 | Зло                                   | Evil                              | Дэвид Акоста, бывший журналист, который учится на священника | Главная роль                    |
| 2024      | Обвиняемые                            | Accused                           | Джон, муж одной из обвиняемой по делу о секс роботе.         | Главная роль; 1 эпизод          |

| Год  | Название                          | Роль                | Примечания      |
| ---- | --------------------------------- | ------------------- | --------------- |
| 2014 | Halo: The Master Chief Collection | агент Джеймисон Лок |                 |
| 2015 | Halo 5: Guardians                 | агент Джеймисон Лок | Захват движения |